# Liste kroatischer Schriftsteller
Dies ist eine Liste kroatischer Schriftsteller von der Renaissance bis zur Gegenwart.

## Renaissance
- Juraj Baraković (1548–1628)
- Sabo Bobaljević Mišetić (1529/30?–1585)
- Ivan Česmički (1434–1472)
- Džore Držić (1461–1501)
- Marin Držić (1508–1567)
- Petar Hektorović (1487–1572)
- Brne Karnarutić (1515–1573)
- Hanibal Lucić (1485–1553)
- Marko Marulić (1450–1524)
- Šiško Menčetić (1457–1527)
- Nikola Nalješković (1500–1587)
- Mikša Pelegrinović (1500–1562)
- Dinko Ranjina (1536–1607)
- Mavro Vetranović (1482/83?–1576)
- Antun Vrančić (1504–1573)
- Dominko Zlatarić (1558–1613)
- Petar Zoranić (1508–?)

## Barock
- Ivan Bunić Vučić (1591/92?–1658)
- Matija Divković (1563–1631)
- Ignjat Đurđević (1675–1737)
- Fran Krsto Frankopan (1643–1671)
- Ivan Gundulić (1589–1638)
- Bartol Kašić (1575–1650)
- Jerolim Kavanjin (1641–1714)
- Junije Palmotić (1607–1657)

## Klassik undEmpfindsamkeit
- Rugjer Josip Bošković (1711–1787)
- Tito Brezovački (1757–1805)
- Đuro Ferić (1739–1820)
- Filip Grabovac (1697/98?–1749)
- Matija Petar Katančić (1750–1825)
- Zlatko Meštrić (1789–?)
- Andrija Kačić Miošić (1704–1760)
- Matija Antun Reljković (1732–1798)
- Benedikt Stay (1714–1801)

## Romantik
- Dimitrija Demeter (1811–1872)
- Ljudevit Gaj (1809–1872)
- Ivan Mažuranić (1814–1890)
- Petar Preradović (1818–1872)
- August Šenoa (1838–1881)
- Pavao Štoos (1806–1862)
- Stanko Vraz (1810–1851)

## Realismus
- Ksaver Šandor Gjalski (1854–1935)
- Ante Kovačić (1854–1889)
- Josip Kozarac (1858–1906)
- Silvije Strahimir Kranjčević (1865–1908)
- Eugen Kumičić (1850–1904)
- Ivana Brlić-Mažuranić (1874–1938)
- Vjenceslav Novak (1859–1905)
- Josip Eugen Tomić (1843–1906)

## Moderne
- Milan Begović (1876–1948)
- Dragutin Domjanić (1875–1933)
- Ivan Kozarac (1885–1910)
- Janko Leskovar (1861–1949)
- Antun Gustav Matoš (1873–1914)
- Dinko Šimunović (1873–1933)
- Vladimir Vidrić (1875–1909)
- Ivo Vojnović (1857–1929)

## Avantgardeund Literatur des 20. Jahrhunderts
- Ivo Andrić (1892–1975), Nobelpreisträger 1961
- Mirko Božić (1919–1995)
- Ivana Brlić-Mažuranić (1874–1938)
- Mile Budak (1889–1945)
- Viktor Car-Emin (1870–1963)
- Dobriša Cesarić (1902–1980)
- Vladan Desnica (1905–1967)
- Stjepan Džalto (1931–2008)
- Slavko Goldstein (1928–2017)
- Dubravko Horvatić (1939–2004)
- Vjekoslav Kaleb (1905–1996)
- Janko Polić Kamov (1886–1910)
- Slavko Kolar (1891–1963)
- Sida Košutić (1902–1965)
- Mirko Kovač (1938–2013)
- Ivan Goran Kovačić (1913–1943)
- Ivo Kozarčanin (1911–1941)
- Gustav Krklec (1899–1977)
- Miroslav Krleža (1893–1981)
- Tomislav Ladan (1932–2008)
- Ranko Marinković (1913–2001)
- Slavko Mihalić (1928–2007)
- Vladimir Nazor (1876–1949)
- Slobodan Novak (1924–2016)
- Vesna Parun (1922–2010)
- Mihovil Pavlek-Miškina (1887–1942)
- Zvonimir Remeta (1909–1964)
- Petar Šegedin (1909–1998)
- Antun Branko Šimić (1898–1925)
- Sunčana Škrinjarić (1931–2004)
- Ivan Slamnig (1930–2001)
- Antun Šoljan (1932–1993)
- Nikola Šop (1904–1982)
- Mara Švel-Gamiršek (1900–1975)
- Dragutin Tadijanović (1905–2007)
- Jagoda Truhelka (1864–1957)
- Jure Turić (1861–1944)
- Mate Ujević (1901–1967)
- Tin Ujević (1891–1955)
- Wilma von Vukelich (1880–1956)
- Marija Jurić Zagorka (1873–1957)

## Gegenwartsliteratur
- Stanko Andrić (* 1967)
- Ivan Aralica (* 1930)
- Krešimir Bagić (* 1962)
- Boris Domagoj Biletić (* 1957)
- Vjekoslav Boban (* 1957)
- Boris Buden (* 1958)
- Branko Čegec (* 1957)
- Ratko Cvetnić (* 1957)
- Slavenka Drakulić (* 1949)
- Tomislav Dretar (* 1945)
- Nedjeljko Fabrio (1937–2018)
- Zoran Ferić (* 1961)
- Miro Gavran (* 1961 oder 1962)
- Miljenko Jergović (* 1966)
- Damir Karakaš (* 1967)
- Željko Kocaj (* 1958)
- Dražen Katunarić (* 1954)
- Ivan Kušan (1933–2012)
- Darko Macan (* 1966)
- Igor Mandić (* 1939)
- Marko Martinović (1933–2003)
- Julijana Matanović (* 1959)
- Jurica Pavičić (* 1965)
- Pavao Pavličić (* 1946)
- Boris Perić (* 1966)
- Edo Popović (* 1957)
- Ivica Prtenjača (* 1969)
- Delimir Rešicki (* 1960)
- Davor Šalat (* 1968)
- Tomislav Šarić (* 1967)
- Jagoda Šimac
- Đermano Senjanović (1923–1942)
- Davor Slamnig (* 1956)
- Ante Tomić (* 1970)
- Ivo Totić (1967–2017)
- Dubravka Ugrešić (1949–2023)
- Nikola Visković
- Anka Žagar (* 1954)